# Język fas
Język fas, także: bembi, momu – język papuaski używany w prowincji Sandaun w Papui-Nowej Gwinei. Według danych z 2000 roku posługuje się nim 2500 osób.
Katalog Ethnologue podaje, że jego użytkownicy zamieszkują wsie: Fas, Fugumui, Kilifas, Utai, Wara Mayu (dystrykty Amanab i Aitape). Dzieli się na dwa dialekty: wschodni i zachodni, przy czym różnice między tymi odmianami są niewielkie.
Wraz z językiem baibai tworzy rodzinę języków fas.
Jest nauczany w szkołach podstawowych. Do jego zapisu stosuje się alfabet łaciński.